# Luigi Fagioli
Luigi Fagioli (9. června 1898 Osimo, Itálie – 20. června 1952 Monako) byl italský pilot Formule 1.
Fagioli jako dvacetiletý začal s motocyklem Borgo. V roce 1924 se těžce zranil a definitivně zanevřel na dvě kola a přešel k automobilům, v roce 1933 nastoupil do týmu Enza Ferrariho. Poté byl tři roky v týmu Mercedes a Auto Union. Ve věku 52 let dokázal zvítězit v Mille Miglia. V roce 1952 těžce havaroval při závodech sportovních vozů v Monte Carlu. Svým zraněním několik dní poté podlehl.

## Od řídítek k volantu
Luigi Fagioli se narodil v Osimu u Ancony 10. června 1898. Odtud se odstěhoval do Gubbia v Umbrii, aby dokončil studia na střední škole. Sotva dvacetiletý mladík, robustní a atletické postavy se zpočátku věnoval fotbalu a boxu. Až později podlehl fascinující kráse motorů a vrhl se do sedla motocyklu. Nejprve závodil na stroji značky Borgo, poté SAAR, který nalezl v prachu stodoly a za nesouhlasu otce Sisinia, zrekonstruoval a posléze s ním i závodil na různých akcích po celé Itálii. Příčiny těžké havárie, která se mu přihodila při závodech do vrchu v Pistoie, a také domluva rodičů ovlivnily budoucí rozhodnutí mladého Luigiho, který zanechal nestabilitu dvou kol za jistotu kol čtyř.

## První vítězství
Po debutu v Poháru Perugie v roce 1925, čekaly Fagioliho závody, které ho definitivně chytly u srdce. O rok později už „Eugubino“ (přezdívka Fagioliho, vznikla podle města, kde žil - Gubbio) vychutnává první vítězství a to při Premio Perugino del Turismo. Od tohoto momentu se začíná odvíjet jedna z nejhvězdnějších kariér v celé historii italského automobilového sportu. Fagioli jí dokázal psát svojí bravurností a odvahou a dokazuje to i krocením zdivočelých koní pod kapotou Maserati, Alfy Romeo, ale i Mercedesu a Auto Unionu.
Těžko asi někdo spočítá kolika závodů se Fagioli zúčastnil, jen v roce 1928 jich bylo kolem pětadvaceti, stejně tak vítězství, která ho vynesla mezi absolutní špičku a dokonce o kousek před ni. Za sebou často nechával piloty zvučných jmen jako je Clemente Biondetti, Rudolf Caracciola, Louis Chiron, Enzo Ferrari, Tazio Nuvolari, Juan Manuel Fangio, Giuseppe Farina, Achille Varzi a nespočet dalších. Lidé ho oslavují, tisk vyzdvihává, všichni v něm vidí budoucího šampióna. Napovídají tomu i výsledky v letech 1925-1932 na závodní dráze v Avellinu i na Targa Florio, ale i při vítězstvích v Grand Prix v Římě (Maserati V5, 1932) a v Grand Prix Monzy (Maserati 26M/8C-2800, 1931), kde se zapsal zlatým písmem do výsledkových listin.

## Masarykův okruh
Luigi Fagioli několikrát startoval na Masarykově okruhu v Brně (3x) a 3x dojel na 2. místě. V roce 1932 na 3. ročníku závodu s vozem Maserati 26M (8C 3000) obsadil 2. místo za Louisem Chironem a na 4. ročníku v roce 1933 2. místo zopakoval na voze Alfa Romeo Tipo B/P3 (opět za Chironem). Do třetice 2. místo obsadil i v roce 1935 (5. ročník) na voze Mercedes-Benz W 25 (za Hansem Stuckem).

## Cesta do Německa
V roce 1933 po polovině sezóny, poznamenané mechanickými problémy, které přivádí do těžké krize nejen Fagioliho, ale i lidí okolo jeho týmu Tridente resp. Officine A. Maserati (nedojel od března do června s Masereti 26M/8C-300 v Tunisu, v Maroku, v Tripolisu a na Avusu). Pomocnou ruku podává Enzo Ferrari, Fagiolimu nabízí superrychlou Alfu P3, aby tak doplnil řady modenského týmu, oslabeného odchodem Tazia Nuvolariho, který založil vlastní tým společně s bratrem Barracchinim. V posledních třech měsících, které zbývají do konce sezóny, Fagioli dokázal zvítězit v řadě závodů a tyto senzační výsledky mu zajistily titul mistra Itálie. Byly to Grand Prix Itálie (Alfa Romeo Tipo B/P3, 1933), závod Coppa Acerbo v Pescaře (Alfa Romeo Tipo B/P3, 1933) a Grand Prix du Commnges v Saint Gaudens (Alfa Romeo Tipo B/P3, 1933).
Úspěch v italském národním šampionátu mu otevřel cestu za Alpy. Z Německa dostává pro rok 1934 nabídku od Mercedesu, podepsáním smlouvy si Fagioli zajistil příjem 300 000 lir ročně. Eugubino přijímá, a opouští tak italskou stáj, ale Enzo Ferrari mu to nikdy nedokáže odpustit. Jednak měl velké plány do následující sezóny, ale i proto, že v něm viděl nástupce legendárního Tazia Nuvolariho.
Fagioli zůstal u Mercedesu až do konce roku 1936, tato spolupráce přinesla spoustu nádherných momentů a překrásných vítězství jak na Nürburgringu, tak v Coppa Acerbo, ale i v Monze a Monte Carlu. Společně s úspěchem se začala projevovat i neskrývaná rivalita se stájovým kolegou Rudolfem Caracciolou, který byl v počátku v ústraní po těžkém úrazu nohou. Silné neshody vedou k rozhodnutí odejít z týmu. Fagiolimu se nezamlouvá stájová strategie, kterou otevřeně kritizuje. Pří Grand Prix Španělska jede Fagioli vstříc svému vítězství, ale je zastaven sportovním ředitelem Mercedesu Neubauerem, musí zpomalit, i v Belgii musí nechat vůz Caracciolovi. Vztah mezi oběma piloty se snaží urovnat němečtí funkcionáři, přesto Fagioli ke konci sezóny odchází.
Odchodem z Mercedesu se Fagiolimu otevřely dveře do další německé stáje Auto Union, která potřebovala nejen pilota, ale především zkušeného analytika vozu a dobrého znalce evropských tratí. Smlouva byla sepsána v Zwickau v březnu roku 1937 hned poté co Luigi testoval nové monstrum zkonstruované inženýrem Ferdinandem Porschem. Se stříbrným Auto Union Type C a posléze s aerodynamickým Stromlienwagen Fagioli dojíždí jen ve čtyřech závodech, až do konce roku je vyřazen pro bolesti zad. I když zkušenost s Auto Union měla jen krátké trvání (odjel 4 závody typu Grand Prix), Fagioli byl jediný, kdo dokázal s naprostou přirozeností ovládat toto velice výkonné monstrum poháněné šestilitrovým dvanáctiválcem umístěným za zády pilota. Zanechal tak za sebou příjemné vzpomínky na práci v německém týmu, kam ho přijel vystřídat Achille Varzi.

## Vznik mistrovství světa F1
Válka přerušila kariéru Fagioliho a ten se odebral do lesů v Pietramelina, aby se věnoval lovu. Jakmile zbraně byly složeny a motory znovu ozvučely závodní tratě, přání opět tisknout volant ve svých rukou přilákalo i Fagioliho.
Po pár pokusech najít vhodný vůz , Fagioli zkoušel Fiat Monaci bimotore v závodě Fasano – Selva v roce 1947, na Mille Miglia v roce 1949 je za volantem vozu Fiat 1100S. Eugubino se rozhodl pro vůz OSCA 1100S, aby se prezentoval na závodech po celé Itálii a dokázal zvítězit v závodě okolo Kalábrie, okolo Sicílie, na Mille Miglia a v Pescaře, ale přáním Fagioliho je znovu řídit velkoobjemový vůz.
Příležitost na sebe nenechala dlouho čekat. V roce 1950 se založením prvního světového šampionátu F1 ho povolala Alfa Romeo, aby doplnil dvojici Farina a Fangio.
S příchodem Fagioliho, tři Alfy 158, známe jako Alfetty, v každém závodě vytvářely nepropustnou rudou zeď, přes kterou se jen těžko někdo dokázal přehoupnout. Trojice „3F“ je nepropustná až do konce sezóny, poté co zvítězili v šesti Grand Prix ze sedmi, obsadili první tři místa v konečné klasifikaci. Farina se stal mistrem světa jen s dvoubodovým náskokem před Fagiolim, ale protože se započítávaly pouze čtyři nejlepší výsledky, musel se Fagioli spokojit s nižším stupínkem a přenechat tak místo Argentinci Fangiovi.
S tímto výsledkem, v 52 letech, by kdokoli jiný mohl být spokojeny, ale Fagioli měl ještě energie na rozdávání. O rok později stále s Alfettou F1 dokázal zvítězit ve Velké ceně Francie. Další úspěchy přicházejí s vozem OSCA z dílny bratrů Maserati a s Vozem Lancia B20 GTI na silnicích Mille Miglia na Grand Prix Říma, na okruhu Posillipo a znovu na Mille Miglia v roce 1952.
Závod v Bresci měl být konfrontací mezi Alfou Romeo a Lancií a mezi Ferrari a Mercedesem. Fagioli překvapil jen ty, co neznají jeho skutečný potenciál, podtrhuje tu své vrcholné dílo, pilotuje Lancii. Zvítězil s přehledem ve své kategorii a je třetí v celkové klasifikaci, byla to pro něj obrovská radost především proto, že dokázal nadělit celých osm minut bývalému kolegovi z týmu Caracciolovi na Mercedesu 300 SL.
Výsledek závodu v Bresci je poslední stránkou sportovní legendy. Několik dní poté, 30. května přišla nehoda s vozem Lancia B20 v přípravě na závod vozu GTI v ulicích Monte Carla. Kariéra Luigi Fagioliho byla narušena a 20. následujícího měsíce definitivně ukončena, zemřel Šampion.

## Tituly
- 1933 Mistr Itálie

## Vítězství v Grand Prix
- Grand Prix Monzy (1931)
- Grand Prix Říma (1932)
- Grand Prix Pescary (1933, 1934)
- Grand Prix Commingues (1933)
- Grand Prix Itálie (1933, 1934)
- Grand Prix Španělska (1934)
- Grand Prix Monaka (1935)
- Grand Prix AVUS-RENNEN (1935)
- Grand Prix de Penya Rhin v Barceloně (1935)
- Mille Miglia (1951, 1952)

## Formule 1
- 1950 3. místo
- 1951 11. místo

- 7 Grand Prix
- 1 Vítězství
- 6 Podium
- 32 bodů

| Legenda k tabulce | Legenda k tabulce                                                                       |
| Barva             | Výsledek                                                                                |
| ----------------- | --------------------------------------------------------------------------------------- |
| Zlatá             | Vítěz                                                                                   |
| Stříbrná          | 2. místo                                                                                |
| Bronzová          | 3. místo                                                                                |
| Zelená            | Bodované umístění                                                                       |
| Modrá             | Nebodované umístění                                                                     |
| Modrá             | Dokončil neklasifikován (NC)                                                            |
| Fialová           | Odstoupil (Ret)                                                                         |
| Červená           | Nekvalifikoval se (DNQ)                                                                 |
| Červená           | Nepředkvalifikoval se (DNPQ)                                                            |
| Černá             | Diskvalifikován (DSQ)                                                                   |
| Bílá              | Nestartoval (DNS)                                                                       |
| Bílá              | Závod zrušen (C)                                                                        |
| Světle modrá      | Pouze trénoval (PO)                                                                     |
| Světle modrá      | Páteční testovací jezdec (TD)                                                           |
| Bez barvy         | Netrénoval (DNP)                                                                        |
| Bez barvy         | Vyřazen (EX)                                                                            |
| Bez barvy         | Nepřijel (DNA)                                                                          |
| Bez barvy         | Odvolal účast (WD)                                                                      |
| Bez barvy         | Nezúčastnil se (prázdné)                                                                |
| Označení          | Význam                                                                                  |
| Tučnost           | Pole position                                                                           |
| Kurzíva           | Nejrychlejší kolo                                                                       |
| †                 | Jezdec nedojel do cíle, ale byl klasifikován, protože odjel více než 90 % délky závodu. |
| ‡                 | Byl udělován poloviční počet bodů, protože bylo odjeto méně než 75 % délky závodu.      |
| Horní index       | Umístění bodujících jezdců ve sprintu                                                   |

| Rok  | Tým            | Šasi           | Motor                  | 1     | 2       | 3   | 4      | 5     | 6     | 7     | 8   | Poř. | Body    |
| ---- | -------------- | -------------- | ---------------------- | ----- | ------- | --- | ------ | ----- | ----- | ----- | --- | ---- | ------- |
| 1950 | Alfa Romeo SpA | Alfa Romeo 158 | Alfa Romeo 158 1.5 L8C | GBR 2 | MON Ret | 500 | SUI 2  | BEL 2 | FRA 2 | ITA 3 |     | 3    | 24 (28) |
| 1951 | Alfa Romeo SpA | Alfa Romeo 158 | Alfa Romeo 158 1.5 L8C | SUI   | 500     | BEL | FRA 1* | GBR   | GER   | ITA   | ESP | 11   | 4       |

* Střídal se ve voze s Juan Manuelem Fangiem. O body se poté dělili.

## Kompletní výsledky Mistrovství Evropy
| Legenda k tabulce | Legenda k tabulce                                                                       |
| Barva             | Výsledek                                                                                |
| ----------------- | --------------------------------------------------------------------------------------- |
| Zlatá             | Vítěz                                                                                   |
| Stříbrná          | 2. místo                                                                                |
| Bronzová          | 3. místo                                                                                |
| Zelená            | Bodované umístění                                                                       |
| Modrá             | Nebodované umístění                                                                     |
| Modrá             | Dokončil neklasifikován (NC)                                                            |
| Fialová           | Odstoupil (Ret)                                                                         |
| Červená           | Nekvalifikoval se (DNQ)                                                                 |
| Červená           | Nepředkvalifikoval se (DNPQ)                                                            |
| Černá             | Diskvalifikován (DSQ)                                                                   |
| Bílá              | Nestartoval (DNS)                                                                       |
| Bílá              | Závod zrušen (C)                                                                        |
| Světle modrá      | Pouze trénoval (PO)                                                                     |
| Světle modrá      | Páteční testovací jezdec (TD)                                                           |
| Bez barvy         | Netrénoval (DNP)                                                                        |
| Bez barvy         | Vyřazen (EX)                                                                            |
| Bez barvy         | Nepřijel (DNA)                                                                          |
| Bez barvy         | Odvolal účast (WD)                                                                      |
| Bez barvy         | Nezúčastnil se (prázdné)                                                                |
| Označení          | Význam                                                                                  |
| Tučnost           | Pole position                                                                           |
| Kurzíva           | Nejrychlejší kolo                                                                       |
| †                 | Jezdec nedojel do cíle, ale byl klasifikován, protože odjel více než 90 % délky závodu. |
| ‡                 | Byl udělován poloviční počet bodů, protože bylo odjeto méně než 75 % délky závodu.      |
| Horní index       | Umístění bodujících jezdců ve sprintu                                                   |

| Rok  | Týmt         | Značka        | 1       | 2       | 3       | 4       | 5     | Poř. | Body |
| ---- | ------------ | ------------- | ------- | ------- | ------- | ------- | ----- | ---- | ---- |
| 1931 | Maserati     | Maserati 26M  | ITA     | FRA Ret | BEL     |         |       | 46   | 22   |
| 1932 | Maserati     | Maserati 26M  | ITA 2   | FRA     | GER     |         |       | 7    | 18   |
| 1935 | Daimler-Benz | Mercedes-Benz | BEL 2   | GER 6   | SUI 2   | ITA Ret | ESP 2 | 2    | 17   |
| 1936 | Daimler-Benz | Mercedes-Benz | MON Ret | GER 5   | SUI Ret | ITA     |       | 14   | 26   |
| 1937 | Auto Union   | Auto Union    | BEL     | GER     | MON     | SUI 7   | ITA   | 20   | 36   |

## Výsledky ze závodu Targa Florio
| Rok  | Tým                       | Vůz              | Umístění    |
| 1927 |                           | Salmson [1.1 S4] | 2. místo    |
| 1928 | Officine Alfieri Maserati | Maserati 26 MM   | 7. místo    |
| 1929 |                           | Salmson [1.1 S4] | nedokončil  |
| 1930 |                           | Maserati         | nestartoval |
| 1931 | Officine Alfieri Maserati | Maserati 26M     | nedokončil  |
| 1932 | Officine Alfieri Maserati | Maserati 26M     | nedokončil  |
| 1950 | Luigi Fagioli             | OSCA MT4 1100    | 17. místo   |
| 1951 |                           |                  | nestartoval |